# Feihyla hansenae
Feihyla hansenae é uma espécie de anfíbio da família Rhacophoridae.
É endémica da Tailândia.
Os seus habitats naturais são: florestas subtropicais ou tropicais húmidas de baixa altitude, marismas de água doce e marismas intermitentes de água doce.
Está ameaçada por perda de habitat.